# Eishockey-Eredivisie (Niederlande) 1947/48
Die Saison 1947/48 war die dritte Spielzeit der Eredivisie, der höchsten niederländischen Eishockeyspielklasse. Meister wurde zum insgesamt zweiten Mal in der Vereinsgeschichte H.H.IJ.C. Den Haag.

## Modus
In der Hauptrunde absolvierte jede der vier Mannschaften insgesamt sechs Spiele. Der Erstplatzierte der Hauptrunde wurde Meister. Für einen Sieg erhielt jede Mannschaft zwei Punkte, bei einem Unentschieden gab es einen Punkt und bei einer Niederlage null Punkte.

## Hauptrunde

### Tabelle
|    | Klub                  | Sp | S | U | N | T  | GT | Punkte |
| -- | --------------------- | -- | - | - | - | -- | -- | ------ |
| 1. | H.H.IJ.C. Den Haag I  | 6  | 5 | 1 | 0 | 39 | 8  | 11     |
| 2. | T.IJ.S.C. Tilburg     | 6  | 3 | 1 | 2 | 18 | 23 | 7      |
| 3. | A.IJ.H.C. Amsterdam   | 6  | 2 | 1 | 3 | 19 | 21 | 5      |
| 4. | H.H.IJ.C. Den Haag II | 6  | 0 | 1 | 5 | 7  | 32 | 1      |

Sp = Spiele, S = Siege, U = Unentschieden, N = Niederlagen